# Kuniów
Kuniów (niem. Kuhnau) – wieś w Polsce położona w województwie opolskim, w powiecie kluczborskim, w gminie Kluczbork.
Miejscowość położona jest około 40 km na północ od Opola. Od północy graniczy z Kluczborkiem.
W latach 1954–1961 wieś należała i była siedzibą władz gromady Kuniów, po jej zniesieniu w gromadzie Kluczbork. 

## Nazwa
W księdze łacińskiej Liber fundationis episcopatus Vratislaviensis (pol. Księga uposażeń biskupstwa wrocławskiego) spisanej za czasów biskupa Henryka z Wierzbna w latach 1295–1305 miejscowość wymieniona jest w zlatynizownej formie Cunow.
W alfabetycznym spisie miejscowości na terenie Śląska wydanym w 1830 roku we Wrocławiu przez Johanna Knie wieś występuje pod polską nazwą Kuniow oraz nazwą zgermanizowaną Kuhnau we fragmencie Kuniow, polnische Benennung von Kuhnau, Kr. Kreuzburg".

## Zabytki
Do wojewódzkiego rejestru zabytków wpisany jest:
- kościół par. pw. św. Jana Chrzciciela, z 1803 r., l. 1931-32.